# 上海大学 (中华民国)

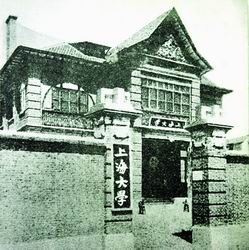
上海大学大门

上海大学于1922年由国共合作创办。名义上为中国国民党党立学校，实际上是中国共产党主掌的且以中共党员为骨干的第一所用以培养革命分子的教育机构。1927年，四·一二政变後，白崇禧关闭了该校。1930年代中期，追認為國立大學。上大前後共存在4年多时间，期间校址曾多次搬迁。

## 历史沿革
1921年底，中共創辦了第一所學校，即平民女校，以半工半讀的方式培養搞婦女工作的幹部，校長是黨中央宣傳部長李達。在取得成功經驗後，為加速培養更多的幹部，中共總書記陳獨秀決定創辦一所高等學校，他曾與李大釗等人多次醞釀籌劃。1922年，王理堂假陈独秀等人之名，以提倡新文化为号召，在上海闸北青岛路青云坊（今青云路298号附近），创办东南高等师范专科学校。五四運動後，參與的中学生多數離開了家鄉到上海求學。10月，學生們組織學生會掀起罢课风潮，要求自己掌管學校。校方和學生爭執10個月之後，于右任等人經決定接受師生們的要求，將東南高等師範改建為上海大學。民國日報主編葉楚傖和邵力子認為這是擴大學生參與革命的機會，於是勸說于右任仍擔任校長，並向廣東政府請求撥款。
1922年10月23日，学校由东南高等专科师范学校改组，邀请于右任出任校长。上海大學沒有校園，校舍为老式石库门2层楼房10余间，弄堂门即校门，人称“弄堂大学”。像其他缺乏经费来源的私立学校一样，上海大学向学生征收名目繁多的各项费用，以維持學校的運轉。
1923年8月，学校评议会决定“聘请有名人物充当教授”。經李大钊推荐，刚从北京大学文学院毕业的中国共产党上海劳工部骨干邓中夏成了上海大学的教师，並任命瞿秋白为上海大学社会学系的教師。其他进入上海大学各院系的著名马克思主义者还包括蔡和森、恽代英、张太雷、彭述之、李季、李达、高尔松和高尔柏。
1924年1月，中國國民黨第一次全国代表大会决议，每月补助上大1000银元为办学经费。2月，學生從160人增加到400人，学校迁至租界西摩路132号（今陕西北路342弄）及对面299弄时恩里4～12号民房继续办学，並增設平民學校和青雲學校。
1925年，5月30日学生何秉彝在老闸巡捕房门口被枪杀，上海大学成为五卅运动的先锋。6月4日，上海大学在闸北青云路的房舍和财产被英国军队佔領。7月，迁回闸北中兴路，设临时办事处继续招生，后租闸北青云路师寿坊（今青云路167弄位置）15幢民房为校舍，于9月10日开学上课。弄堂口挂有于右任所书“上海大學臨時校舍”的牌子。9月7日，广州国民政府第十五次会议议决，补助上大校舍建筑经费2万银元。暑假，学生们自己组织了募集资金小组。代理校长邵力子和高语罕、侯绍裘协调三个各自独立的募款委员会為新校舍籌款。
1926年9月7日，上海10万人参加“九七”国耻纪念大会，追悼各地死难烈士，上大许多学生参加并组织领导。担任全国学总委员的李硕勋主持大会，林钧主祭。上大师生周水平、刘华、贺威圣先后被军阀政府杀害。
1927年2月，上海工人在中共指揮下發動第二次武裝暴動，2月19日工人罷工後，學生罷課支援。2月23日，直系军阀当局搜查上海大学，留校学生50余人被捕。年3月，上海工人在中共指揮下發動第三次武裝暴動，上海大學的學生糾察隊直接參加了閘北區的暴動，攻下警察署。
1927年4月1日，通过募捐和借款的辦法，新校舍在江灣鎮西端奎照路落成，新学期开学。
5月2日，国民党军警借口搜查军械，闯入上大逮捕学生。5月3日，蔣中正指令淞滬警備司令楊虎和陳群查封上海大学。上大被國民政府军警單位取缔封闭而终止。學生们被带到了设于松林桥的淞沪卫戍司令部草草受审，许多人被处死。部分师生转入国立武昌中山大学。並把上海大學的新校址改成了國立勞動大學。校舍于一二八事件时被毁。

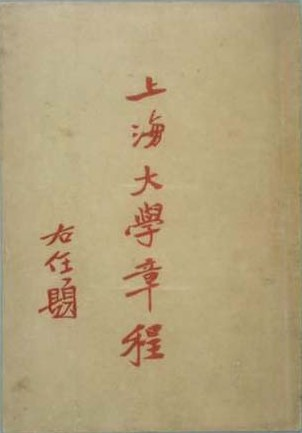
《上海大学章程》封面，于右任题写

## 机构设置
- 校董：蔡元培、汪精卫、章太炎、张静江
- 校长：于右任（不主持日常校政）
- 副校长：邵力子（1924年4月起任代理校长）

### 一会
校最高会议，即评议会。1923年12月改为行政委员会，于右任为当然评议员，评议员有邵力子、叶楚伦、邓中夏、瞿秋白等10人。行政委员会委员长于右任，当然委员邵力子、韩觉民，主席陈望道。

### 三长
- 校务长（总务长）先后为邓中夏、刘含初、韩觉民
- 教务长先后为瞿秋白、叶楚伦
- 学务长先后为何世帧、陈望道

### 四系
- 美术科主任洪野
- 中国文学系主任先后为张君谋、陈望道
- 英国文学系主任先后为何世桢、周越然
- 社会学系主任先后为瞿秋白、施存统、彭述之
- 附中主任先后为陈德徽、侯绍裘、张作人

## 著名校友

### 教师
- 很多国共两党领袖、著名学者和社会精英曾在该校任教：蔡和森、张太雷、李汉俊、恽代英、沈雁冰、郑超麟、任弼时、安体诚、李季、蒋光慈、侯绍裘、杨贤江、萧楚女、田汉、萧朴生、郑振铎、高语罕、张秋人、胡朴安、周建人、俞平伯、赵景深、朱光潜、朱自清、刘大白、周越然、丰子恺、黄葆钺、章太炎、胡适、郭沫若、吴玉章、施存统、谢六逸、徐蔚南、李仲干、何世桢、虞鸿勋、冯子恭、陈抱一、陈骧、陈晓江、傅彦长、葉聖陶、曹聚仁、沈泽民。
- 孙中山、李大钊、廖仲恺、汪精卫、刘仁静、胡汉民、戴季陶等曾来校演讲

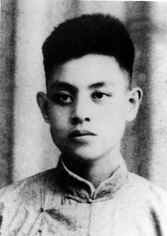
刘华

### 学生
- 李硕勋，1924年入校，李鹏的父亲，革命烈士。1925年夏，被推选为上海大学学生代表参加上海“五卅”反帝运动的统一指挥机构——上海工商学联合会。
- 赵君陶，李硕勋的妻子。
- 关向应，共青团委总书记。中央军事委员会委员。
- 安若定，江蘇無錫人，於上海大學就讀期間發起進步學生組織孤星社。九一八事變後創辦鑄魂學社。1945年建立中國少年勞動黨並任黨主席。
- 杨尚昆，曾任国家主席。
- 许乃昌，彰化人，1923年9月进入上海大学社会系。
- 邱清泉，浙江永嘉人，上海大学社会系。国军将领，在昆仑关战役大败日军，死于淮海战役。
- 翁泽生，台北人，1925年3月入校。
- 张焕珪，笔名沐真
- 丁玲、张治中、王稼祥、顾作霖、秦邦宪、康生、陈伯达、饶漱石、阳翰笙、戴望舒、施蛰存、龙康庄、薛卓汉、王逸常、徐梦秋、刘华、张景曾、欧阳继修、匡亚明、王劍虹、楊之華、何挺穎、袁牧之、孟超、张琴秋、罗石冰、戴杜衡。
- 王新衡、韓步先、李士群等人逐步走向革命的反面；而康生、陳伯達、饒漱石等人雖在革命隊伍中身居要職，最終卻成了反面教員。
- 謝雪紅，台灣共產黨創黨人之一
- 蔡孝乾，八路軍政治部敵工部長，臺灣省工作委員會負責人，中華民國保密局少將副局長。

## 办学影响
瞿秋白主持创办的社會學系當時是中國高等教育的首創。陳望道的《修辭學發凡》、鄧中夏的《中國勞動問題》、肖楚女的《中國農民問題》、施存統的《社會思想史》、安體誠的《現代經濟學》、瞿秋白的《社會科學概論》、蔡和森的《社會發展史》等，都是在講稿的基礎上由上海書店和民智書店發行的。
上大成立时，正值孙中山于广州蒙难脱险，留驻上海，筹划改组国民党，培养革命人才，对上大甚为关注。他希望上大办成“以贯彻吾党之主张，而尽言论之职责”的革命学校。上大集中众多共产党员，成为中国共产党早期在上海一个重要活动据点。中共和青年团组织活动中心内容是发动师生参加反帝、反军阀的国民革命运动。为此，上大被人称之为“著名的党化学校”。四·一二事件发生后，帝國主義和國民黨称“上海大學是赤色大本營”。
上大师生参加了上海工人三次武装起义。原上大学生时任中共闸北部委书记兼军委书记郭伯和，任上海工人第三次武装起义闸北总指挥。顾作霖任杨树浦和沪东区指挥，林钧任南市分指挥，刘荣简、赵希仁、沈仲宇等各区团部委书记协助指挥。上大师生参加闸北、南市、沪东、沪西四个地区起义战斗，后第三次武装起义取得胜利。
上大因其历史功绩和地位，被称为“五四运动有北大，大革命时期有上大”、“北有北大，南有上大”、“武有黄埔，文有上大”而跻名当时的中国。培育出许多重要的中共、国民党，乃至日後台灣共產黨的干部。上大学生谢雪红、林木顺等人于1928年4月15日在上海成立了台湾共产党。

## 遗址

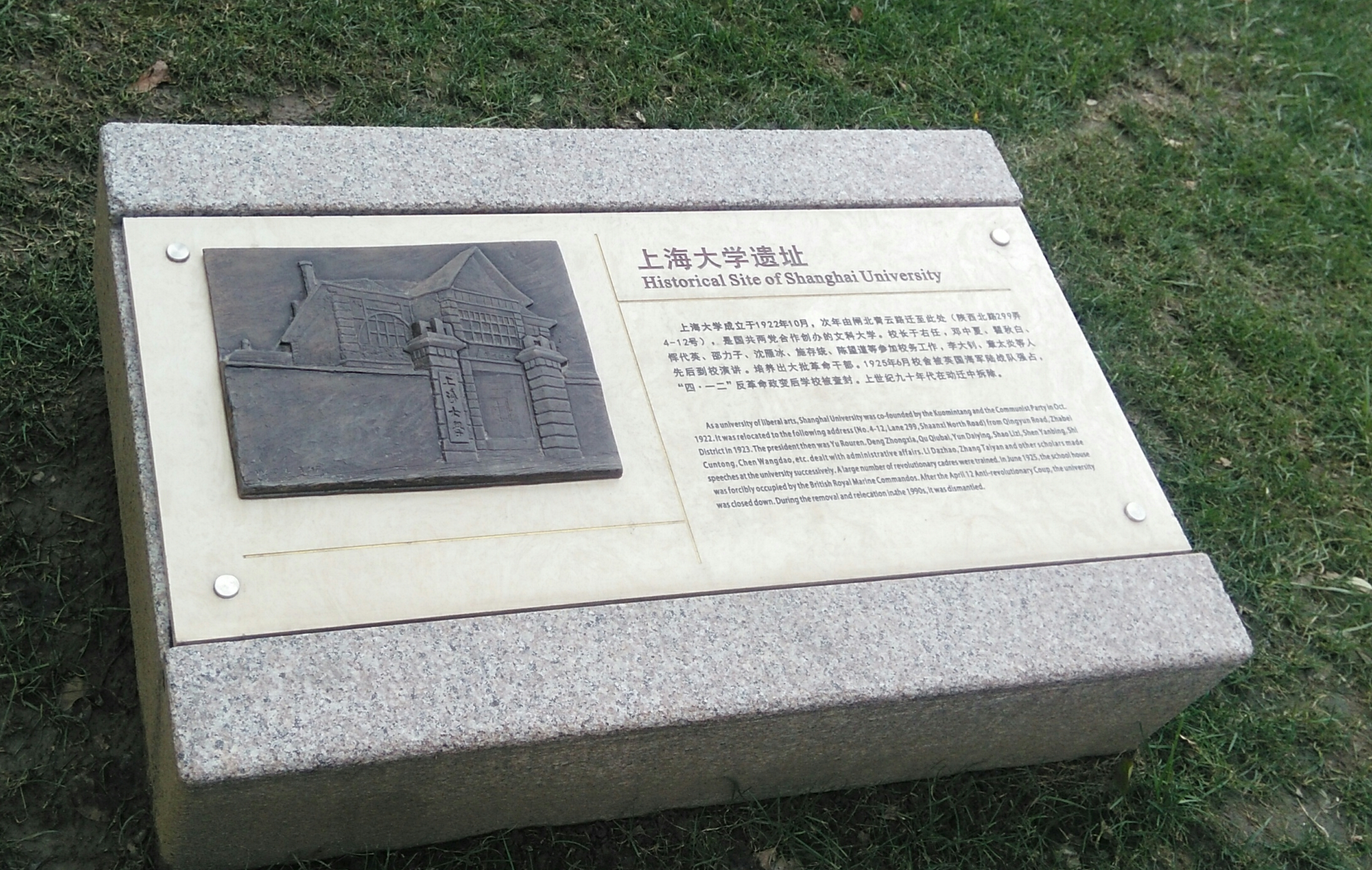
上海大学旧址铭牌，位于陕西北路299弄原址

1980年，陕西北路299弄时恩里4～12号（今陕西北路南阳路口附近）上海大学旧址被列为上海市文物保护单位。但在1995年，因土地批租，原建筑已被拆除，仅存一块旧址铭牌。